# Le Disque D’or Des Bee Gees
A Le Disque D’or Des Bee Gees vagy más néven a Gouden Plaat Van Bee Gees című lemez a Bee Gees Hollandiában kiadott válogatáslemeze.

## Az album dalai
1. Massachusetts (Barry, Robin és Maurice Gibb) – 2:20
2. Saved By The Bell (Robin Gibb) (Barry, Robin és Maurice Gibb) – 3:03
3. Don't Forget to Remember (Barry és Maurice Gibb) – 3:27
4. Horizontal (Barry, Robin és Maurice Gibb) – 3:34
5. I.O.I.O. (Barry Gibb, Maurice Gibb) – 2:52
6. Idea (Barry, Robin és Maurice Gibb) – 2:51
7. Words (Barry, Robin és Maurice Gibb) – 3:13
8. Lonely Days (Barry, Robin és Maurice Gibb) – 3:46
9. I Started A Joke (Barry, Robin és Maurice Gibb) – 3:08
10. Holiday (Barry és Robin Gibb) – 2:54
11. I Can't See Nobody  (Barry és Robin Gibb) – 3:43
12. Run To Me (Barry, Robin és Maurice Gibb) – 3:00

## Közreműködők
- Bee Gees